# Agrostis michaelis
Agrostis michaelis é uma espécie de gramínea do gênero Agrostis, pertencente à família Poaceae.